# 8619-es mellékút (Magyarország)
A 8619-es számú mellékút egy nagyjából 6 kilométer hosszú, négy számjegyű országos közút Győr-Moson-Sopron vármegye területén; Vitnyéd és Hövej községek összekapcsolását szolgálja.

## Nyomvonala
Vitnyéd külterületén, a központjától délre ágazik ki a 8621-es útból, annak a 900-as méterszelvénye közelében. Kelet felé indul, de alig 300 méter után délnek fordul, így vezet Csermajor külterületi településrész bejárati útjáig, aminek kiágazását néhány lépéssel a 3. kilométere előtt éri el. Ott délkeleti irányba fordul és hamarosan ki is lép a település határai közül, átlépve Hövej területére. Az 5. kilométere közelében, pár száz méternyi különbséggel három, közel derékszögű iránytörése következik, melyeken túljutva, keleti irányban haladva éri el a község belterületének nyugati szélét. Vitnyédi utca néven ér véget, a faluközpont déli felében, beletorkollva a 8613-as útba, annak a 3+450-es kilométerszelvénye közelében.
Teljes hossza, az országos közutak térképes nyilvántartását szolgáló kira.gov.hu adatbázisa szerint 6,039 kilométer.

## Települések az út mentén
- (Vitnyéd)
- Hövej